# Jean-Jacques Barloy
Jean-Jacques Barloy est un ornithologue, cryptozoologue et docteur en zoologie français né à Lille le 17 juillet 1939 et mort à Saint-Quentin le 26 janvier 2013.

## Œuvre
Il consacre sa thèse au Moineau domestique, qu'il observe dans les jardins du Palais-Royal. Il est surtout connu et reconnu pour sa contribution à la cryptozoologie (science des animaux cachés, oubliés, perdus) dont il aura été un des grands représentants francophones. Ami de Bernard Heuvelmans, considéré comme le créateur de ce nouveau domaine de recherche scientifique, et son biographe, il aura commencé le travail de publication et de republication des œuvres du grand cryptozoologue belge pour le compte des éditions de l'Œil du Sphinx.

## Publications
- avec Jean-Paul Ehrhardt, Notre ami le dauphin, Éditions France-Empire, Paris, 1974 ;
- Serpent de mer et monstres aquatiques, éditions Famot, 1978 ;
- Merveilles et mystères du monde animal, 2 tomes, éditions Famot, 1979 ;
- Les survivants de l’ombre, Arthaud, 1985 ;
- Bernard Heuvelmans, un rebelle de la science, éditions de l'Œil du Sphinx, 2007 ;

## Sources
- Bibliothèque heuvelmansienne, éditions l'Œil du Sphinx